# Вашингтонский корреспондент
«Вашингтонский корреспондент» — советский трёхсерийный чёрно-белый телевизионный художественный фильм режиссёра Юрия Дубровина, снятый по заказу Гостелерадио СССР на киностудии «Беларусьфильм» в 1972 году.

## Сюжет
Советский журналист Пётр Громов, корреспондент одного из центральных изданий, после длительной служебной командировки подводит итог своего восьмилетнего пребывания в столице Соединённых Штатов.
Он вспоминает о событиях, оказавших влияние на ход истории, на взаимоотношения двух ведущих мировых держав: убийства президента Джона Кеннеди, сенатора Роберта Кеннеди и борца за гражданские права Мартина Лютера Кинга.
Война во Вьетнаме, расовые столкновения в крупных американских городах, идеологические разногласия между либералами и консерваторами становятся объектом обсуждений в престижном вашингтонском Пресс-клубе, где нередко проводят часы досуга самые популярные и успешные журналисты.

## В ролях
- Всеволод Сафонов — Пётр Громов
- Эльза Леждей — Ирина Громова
- Владимир Эренберг — Уолтер Донован
- Гирт Яковлев — Марк Честер
- Борис Зайденберг — Джефф Бредфорд
- Зинаида Славина — Доротти Стивенс
- Валентина Титова — Марианна Купер
- Станислав Байков — Артур Пинтер
- Николай Бриллинг — Джозеф Брайан
- Аудрис Хадаравичюс — Мак Макдафф
- Гедиминас Карка — бармен Генри
- Всеволод Платов — Барни Эйпхардт
- Волдемарс Акуратерс — сенатор
- Янис Грантиньш — мастер церемоний
- Степан Бирилло — Билл, метрдотель
- Мария Барабанова — Жа Жа Тапор, кинозвезда
- Игорь Бодек — полисмен
- Фаина Антипова — Ли Эльвин
- Алексей Задачин — диктор американского телевидения
- Алевтина Корзенкова — Мегги Бредфорд
- Алексей Кутузов — американский солдат
- Повилас Саударгас — конферансье
- Улдис Лиелдиджс — лейтенант Килмарнок
- Анна Шатилова — телеведущая
- Августин Милованов — телохранитель
- Владимир Терлецкий — маг
- Виктор Тарасов — Михаил Сергеев, сотрудник советского посольства
- Леонас Цюнис[лит.] — Билл Кларк
- Ян Янакиев — Бен Торф

## Съёмочная группа
- Автор сценария: Иван Менджерицкий, Михаил Сагателян
- Режиссёр-постановщик: Юрий Дубровин
- Оператор-постановщик: Игорь Ремишевский
- Художник-постановщик: Борис Кавецкий
- Звукооператор: В. Дёмкин
- Режиссёр: Р. Мирский
- Оператор: С. Грязнов
- Художник по костюмам: Элеонора Семёнова
- Художник-гримёр: С. Михлина
- Монтажёр: Г. Курнева
- Редактор: И. Кавелашвили
- Оператор комбинированных съёмок: М. Покровский
- Художник комбинированных съёмок: Е. Владимиров
- Консультанты: Л. Оников, В. Петрусенко
- Директор: А. Механик